# GDF3
GDF3‏ (Growth differentiation factor 3) هوَ بروتين يُشَفر بواسطة جين GDF3 في الإنسان.